# Eneli Jefimova
Eneli Jefimova, född 27 december 2006, är en estländsk simmare.

## Karriär
Vid europamästerskapen i simsport 2024 tog Jefimova guld på 100 meter bröstsim.